# IC 1250
IC 1250 ist eine Galaxie vom Hubble-Typ S? im Sternbild Drache am Nordsternhimmel. Sie ist rund 386 Millionen Lichtjahre von der Milchstraße entfernt.
Das Objekt wurde am 23. Juni 1890 von Lewis Swift entdeckt.